# I ragazzi della 56ª strada (romanzo)
I ragazzi della 56ª strada (The Outsiders) è un romanzo drammatico sul passaggio all'età adulta scritto da S. E. Hinton e pubblicato la prima volta nel 1967 dalla Viking Press.
Hinton aveva 15 anni quando iniziò a scrivere il romanzo, ma la maggior parte dell'opera la scrisse all'età di 16 anni mentre frequentava il liceo. Hinton aveva 18 anni quando il libro venne pubblicato. Il romanzo racconta la storia di due bande rivali, i Greasers e i Socs, che sono divisi dal loro status socioeconomico.
La storia si svolge a Tulsa, Oklahoma, nel 1965, ma questo fatto non è mai indicato nel libro.
Nel 1983 dal romanzo è stato tratto il film omonimo diretto da Francis Ford Coppola. Nel 1990 è stata realizzata anche una serie televisiva, Brillantina che funge da seguito del film.

## Trama
Ponyboy, un membro della banda dei Greasers, uscito da un cinema viene picchiato da un gruppo di Socs. Lo salvano i suoi fratelli maggiori Darrel e Sodapop, insieme a diversi membri della loro banda. Il giorno dopo, Ponyboy e i suoi amici Dallas e Johnny incontrano Cherry Valance e Marcia in un cinema drive-in. Ponyboy si rende conto che Cherry non è affatto come i Socs che ha incontrato prima. I Greasers accompagnano Cherry e Marcia a casa. I Socs Bob Sheldon e Randy Adderson li vedono e credono che i ragazzi stiano cercando di broccolare le loro fidanzate. Cherry e Marcia evitano che scoppi la rissa andandosene spontaneamente insieme Bob e Randy. Quando Ponyboy torna a casa molto tardi, Darrel si arrabbia e lo colpisce. Ponyboy fugge e si incontra con Johnny. Mentre si aggirano intorno al quartiere, Bob, Randy, e altri tre Socs ubriachi li affrontano. Dopo che i Socs hanno quasi affogato Ponyboy in una fontana, Johnny, terrorizzato, pugnala Bob accidentalmente, uccidendolo. Ponyboy e Johnny trovano Dallas, che dà loro soldi e una pistola carica e dice loro di nascondersi in una chiesa abbandonata. Rimangono lì per qualche giorno, durante i quali Ponyboy legge a Johnny Via col vento e recita la poesia Nothing gold can stay ("niente che sia d'oro resta"), di Robert Frost.
Quando Dallas si reca a trovarli, rivela loro che dopo la morte di Bob la guerra tra bande si è intensificata. Johnny decide di costituirsi, ma mentre si avviano verso casa si accorgono che la chiesa ha preso fuoco e che un gruppo di bambini è intrappolato al suo interno. Johnny e Ponyboy corrono a salvarli, ma una trave infuocata cade sopra Johnny, spezzandogli la schiena. Dallas salva Johnny. Ponyboy ne è uscito relativamente indenne e trascorre solo un breve periodo in ospedale. Quando i suoi fratelli giungono a trovarlo, Darrel scoppia a piangere. Ponyboy si rende conto che Darrel ci tiene molto a lui e che è stato duro con lui solo perché vuole per il fratello un futuro migliore.
Due membri della banda, Steve e Two-Bit, informano Ponyboy che lui e Johnny sono stati dichiarati eroi per aver salvato i bambini, ma che Johnny sarà accusato di omicidio colposo per la morte di Bob. Dicono anche che i Greasers e i Socs hanno deciso di risolvere la loro guerra con una grande rissa. I Greasers vincono la lotta. Dopo, Dallas e Ponyboy fanno visita a Johnny, il quale muore davanti ai loro occhi. Dallas corre fuori dall'ospedale e compie una rapina in un negozio. Quando egli punta una pistola scarica contro la polizia, essi gli sparano uccidendolo. Ponyboy per essere promosso dovrà fare un tema sufficiente; mentre pensa prende in mano il libro "Via col vento" dove Johnny ha lasciato un foglio in cui dice di rimanere d'oro; Ponyboy allora inizia a raccontare quello che è successo più o meno così: Quando mi ritrovai nella luce accecante del sole avevo solo due cose nella testa: Paul Newman e un passaggio verso casa...

## Personaggi

### Greasers
- Ponyboy Michael Curtis: Il più giovane dei fratelli Curtis, ha 14 anni ed è molto bravo a scuola. Adora leggere, disegnare e andare al cinema. È il narratore della storia.
- Sodapop Patrick Curtis: Il secondo dei fratelli Curtis, ha 16/17 anni ed ha lasciato la scuola per lavorare in una stazione di servizio.
- Darrel "Darry" Shayne Curtis Jr.: Il maggiore dei fratelli Curtis, ha 20 anni e si prende cura dei fratelli dalla morte dei genitori avvenuta in un incidente stradale.
- Johnny Cade: Il miglior amico di Ponyboy, ha 16 anni e vive con la madre (alcolizzata e abusata da bambina) e il padre.
- Dallas "Dally" Winston: Ha 17 anni ed è il più duro dei Greasers che ha vissuto per tre anni nelle strade di New York City.
- Keith "Two-Bit" Matthews: Ha 18 anni, è un arguto cleptomane e il comico del gruppo.
- Steve Randle: Ha 17 anni ed è il miglior amico di Sodapop dai tempi dell’asilo.

### Socs
- Sherri "Cherry" Valance: Fidanzata di Bob, frequenta lo stesso liceo di Ponyboy, fa la cheerleader.
- Marcia: Migliore amica di Cherry.
- Robert "Bob" Sheldon: Fidanzato di Cherry, viene ucciso accidentalmente da Johnny.
- Randy Adderson: Amico di Bob e fidanzato di Marcia.
- David: Membro della banda di Bob e Randy, ha tentato di annegare Ponyboy nella fontana.

### Altri
- Jerry Wood: La maestra responsabile per i bambini che si trovavano nella chiesa abbandonata.
- Mr. Syme: Insegnante di Ponyboy che gli assegna un tema da scrivere.

## Controversie
I ragazzi della 56ª strada è stato ritenuto un libro controverso fin dalla sua pubblicazione e ancora oggi è spesso oggetto di contestazioni. Si trova al 38º posto della classifica dell'American Library Association dei 100 libri più contestati del 1990-1999. Questo libro è stato vietato in alcune scuole e librerie a causa della rappresentazione della violenza tra bande, del linguaggio crudo e volgare e del fatto che rappresenta minori intenti a fumare e a bere. Tuttavia, al mondo di oggi, in molte scuole, il libro è parte del programma di studi per la scuola media e/o superiore.